# Муромцево (Калужская область)
Му́ромцево — село в Бабынинском районе Калужской области России. Административный центр сельского поселения «Село Муромцево».

## География
Село находится в центральной части Калужской области, в зоне хвойно-широколиственных лесов, в пределах Мещовского ополья, при автодороге М3 «Украина», на расстоянии примерно 17 км (по прямой) к северо-востоку от посёлка Бабынино, административного центра района. Абсолютная высота — 206 м над уровнем моря.
Климат
Климат населённого пункта характеризуется как умеренно континентальный, с чётко выраженными временами года. Среднегодовая многолетняя температура воздуха составляет 4 — 4,6°С. Средняя температура самого холодного месяца (января) составляет −8,9 °C; самого тёплого (июля) — 17,8 °С. Среднегодовое количество атмосферных осадков составляет 650—730 мм. Продолжительность безморозного периода — около 149 суток.
Часовой пояс
Село Муромцево, как и вся Калужская область, находится в часовой зоне МСК (московское время). Смещение применяемого времени относительно UTC составляет +3:00.

## Население
| 2002 | 2010 |
| ---- | ---- |
| 656  | ↗663 |

Половой состав
По данным Всероссийской переписи населения 2010 года, в гендерной структуре населения мужчины составляли 46,8 %, женщины — соответственно 53,2 %.
Национальный состав
Согласно результатам переписи 2002 года, в национальной структуре населения русские составляли 90 % из 656 чел.

## Инфраструктура
Действуют средняя общеобразовательная школа, детский сад, врачебная амбулатория, клуб и библиотека, МФЦ, отделение Почты России.

## Известные уроженцы
- Яшвиль, Владимир Михайлович (1764—1915) — князь, генерал-майор, участник дворцового заговора против императора Павла I.